# Ceaikovîci, Sambir
Ceaikovîci (în ucraineană Чайковичі) este localitatea de reședință a comunei Ceaikovîci din raionul Sambir, regiunea Liov, Ucraina.

## Demografie
Componența lingvistică a localității Ceaikovîci
     Ucraineană (99,79%)
     Alte limbi (0,21%)
Conform recensământului din 2001, majoritatea populației localității Ceaikovîci era vorbitoare de ucraineană (99,79%), existând în minoritate și vorbitori de alte limbi.